# Дірк Шраде
Дірк Шраде  (нім. Dirk Schrade, 29 червня 1978) — німецький вершник, олімпійський чемпіон.

## Виступи на Олімпіадах
| Олімпіада   | Дисципліна           | Місце   |
| ----------- | -------------------- | ------- |
| Лондон 2012 | триборство, особисті | 10 r3/4 |
| Лондон 2012 | триборство, командні | 1       |

## Зовнішні посилання
- Досьє на sport.references.com [Архівовано 15 грудня 2012 у Wayback Machine.]